# DFB-Pokal der Frauen 2012-2013
La DFB Pokal der Frauen 2012-2013 è stata la 33ª edizione della Coppa di Germania riservata alle squadre femminili. È stata vinta dal Wolfsburg per la prima volta nella sua storia sportiva, battendo in finale il Turbine Potsdam con il risultato di 3-2.
Per il terzo anno consecutivo, la finale si è disputata al RheinEnergieStadion di Colonia.

## Calendario

### Secondo turno
Il sorteggio si è tenuto il 11 settembre 2012. Le gare si sono svolte il 6 e 7 ottobre 2012.
| Squadra 1           | Risultato       | Squadra 2          |
| ------------------- | --------------- | ------------------ |
| Magdeburger FFC     | 0 – 3           | Werder Brema       |
| Roßdorf             | 2 – 3 (dts)     | Crailsheim         |
| Saarbrücken         | 0 – 6           | Bad Neuenahr       |
| Weinberg            | 1 – 5           | Friburgo           |
| Cloppenburg         | 6 – 1           | Recklinghausen     |
| Oldesloe 2000       | 0 – 5           | Lokomotive Lipsia  |
| Borussia M'gladbach | 0 – 3           | Sand               |
| Turbine Potsdam     | 5 – 3           | SGS Essen          |
| Herforder           | 3 – 1           | Gütersloh          |
| Wolfsburg           | 4 – 0           | Lübars             |
| Bayer Leverkusen    | 1 – 2 (dts)     | 2001 Duisburg      |
| Bayern Monaco       | 1 – 1 (6-4 dcr) | 1. FFC Francoforte |
| Colonia             | 0 – 1           | Würzburg           |
| Hohen Neuendorf     | 0 – 2           | Jena               |
| Holstein Kiel       | 1 – 3 (dts)     | Meppen             |
| Hoffenheim          | 6 – 4 (dts)     | Sindelfingen       |

### Ottavi di finale
Il sorteggio si è tenuto il 14 ottobre 2012. Le gare si sono svolte il 17 e 18 novembre 2012.
| Squadra 1     | Risultato   | Squadra 2         |
| ------------- | ----------- | ----------------- |
| Colonia       | 0 – 1       | Friburgo          |
| Hoffenheim    | 3 – 1       | Lokomotive Lipsia |
| Bad Neuenahr  | 0 – 1       | Turbine Potsdam   |
| Crailsheim    | 1 – 5       | Herforder         |
| Werder Brema  | 1 – 4       | Jena              |
| Cloppenburg   | 2 – 3 (dts) | Sand              |
| Meppen        | 0 – 4       | Bayern Monaco     |
| 2001 Duisburg | 1 – 8       | Wolfsburg         |

### Quarti di finale
Il sorteggio si è tenuto l'29 novembre 2012. Le gare si sono svolte il 15 ed il 16 dicembre 2012 tranne Wolfsburg-Jena rinviata per maltempo.
| Squadra 1  | Risultato | Squadra 2       |
| ---------- | --------- | --------------- |
| Hoffenheim | 1 – 5     | Bayern Monaco   |
| Sand       | 0 – 1     | Turbine Potsdam |
| Friburgo   | 6 – 2     | Herforder       |
| Wolfsburg  | 3 – 0     | Jena            |

### Semifinali
Turno unico disputato il 2 e il 3 marzo 2013.
| Squadra 1       | Risultato   | Squadra 2     |
| --------------- | ----------- | ------------- |
| Friburgo        | 0 – 5       | Wolfsburg     |
| Turbine Potsdam | 4 – 1 (dts) | Bayern Monaco |

### Finale
| Arbitro: | Katrin Rafalski (Worms) |

|                             |           |                            |
| Müller 45’, 52’ Pohlers 55’ | Marcatori | 59’ Evans 62’ (rig.) Ōgimi |